# Ponte Capriasca
Ponte Capriasca is een gemeente en plaats in het Zwitserse kanton Ticino, en maakt deel uit van het district Lugano.
Ponte Capriasca telt 1625 inwoners.